# Павловський район (Нижньогородська область)
Павловський район (рос. Павловский район) — адміністративно-територіальна одиниця (район) та муніципальне утворення (муніципальний район) у західній частині Нижньогородської області Росії.
Адміністративний центр — місто Павлово.

## Історія
Район було утворено 1929 року.

## Населення
| 1939     | 1959     | 1970     | 1979    | 1989    | 2002     | 2008     |
| -------- | -------- | -------- | ------- | ------- | -------- | -------- |
| 101 733  | ↘52 339  | ↗53 210  | ↘50 972 | ↘47 875 | ↗108 240 | ↘101 310 |
| 2009     | 2010     | 2011     | 2012    | 2013    | 2014     | 2015     |
| ↘100 202 | ↗100 960 | ↘100 689 | ↘99 732 | ↘98 856 | ↘97 889  | ↘96 715  |
| 2016     | 2017     |          |         |         |          |          |
| ↘95 908  | ↘95 284  |          |         |         |          |          |